# Gordisa
Gordisa is een plaats (község) en gemeente in het Hongaarse comitaat Baranya. Gordisa telt 312 inwoners (2001).